# 康拉德·馮·費希特旺根

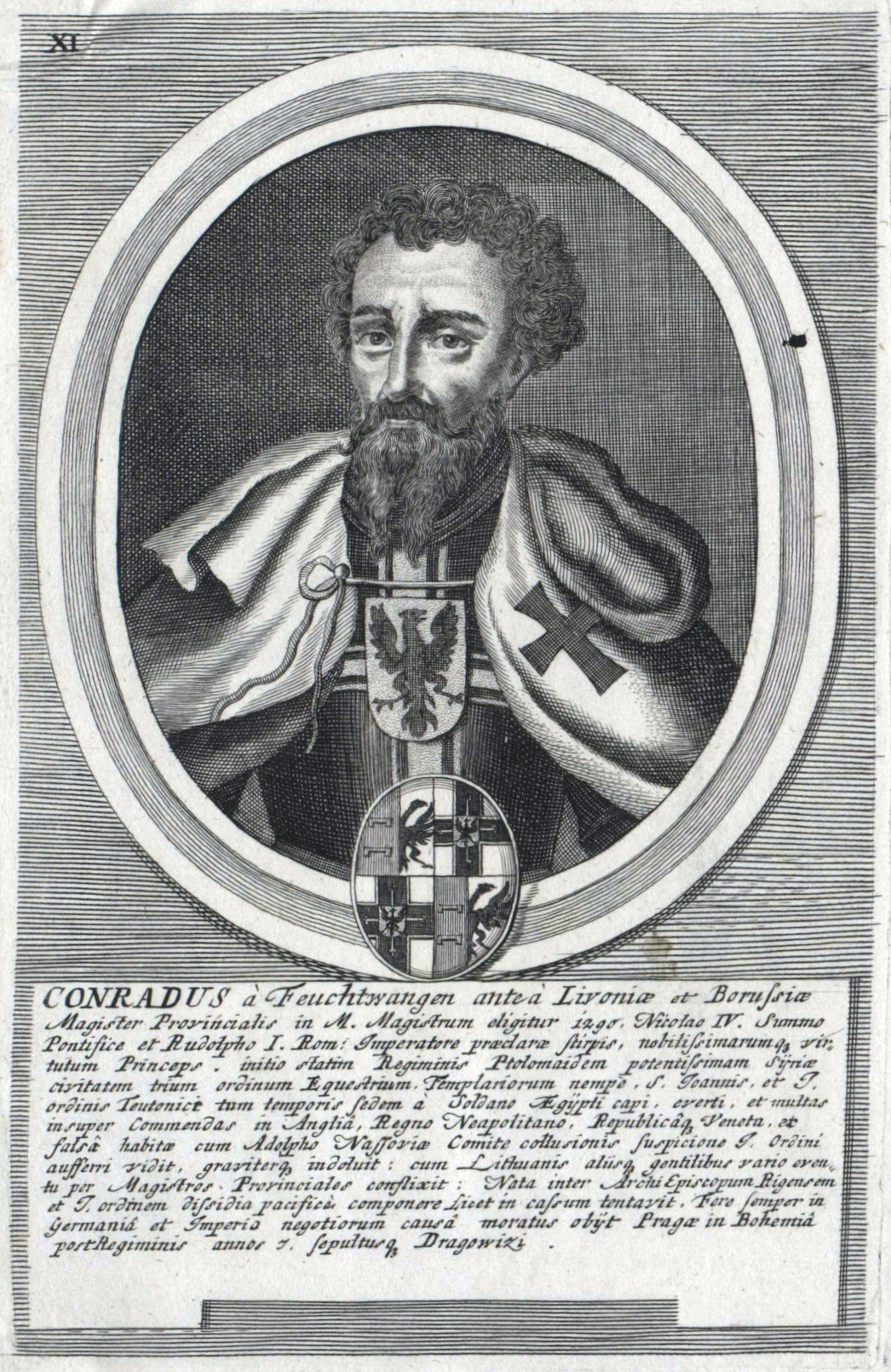
康拉德·馮·費希特旺根

康拉德·馮·費希特旺根（德語：Konrad von Feuchtwangen，1230年—1296年7月4日）是1290年至1296年的第13任條頓騎士團大團長。
他大概是出身於與厄廷根親善的貴族家族有聯繫的大臣世家，但具體如何還不得而知；他之後大團長的繼任者齊格弗里德·馮·費希特旺根也屬於這個家族。
康拉德·馮·費希特旺根的名字在1259年作為奧地利的地區指揮官（Landkomtur）首次出現在記錄中。在1259年和1271-1279年間，他擔任奧地利轄區的地區指揮官；在1279-1280年擔任普魯士地區指揮官；1279-1281年為利沃尼亞地區指揮官；1284-1290年“德意志團長”（神聖羅馬帝國境內所有轄區的區長）；1287年為梅爾根特海姆的指揮官。
1291年，騎士團一直作為其總部的要塞城市阿克在阿克圍城戰中被馬穆魯克人征服。此役後，十字軍徹底被逐出黎凡特地區。馮·費希特旺根命令將條頓騎士團總部遷往威尼斯。
康拉德·馮·費希特旺根於1296年在波希米亞王冠領地的布拉格逝世，隨後被被安葬在庫滕貝格附近多布羅維托夫（捷克語：Dobrovítov）的條頓騎士團教堂（德語：Deutschordenskirche）。

## 延伸閱讀
- Udo Arnold: Konrad von Feuchtwangen. In: Neue Deutsche Biographie (NDB). Band 12. Duncker & Humblot, Berlin 1980, S. 515 f. (全文) （德文）
- Werner Uhlich: Der Beitrag der Hochmeister Konrad und Siegfried von Feuchtwangen zur Geschichte des Deutschen Ordens. (Beigefügtes Werk: Romuald Kaczmarek und Jacek Witkowski: Das Grabmal des Hochmeisters des Deutschen Ordens Konrad von Feuchtwangen in der Zisterzienserinnenkirche in Trebnitz.) Stadtarchiv Feuchtwangen, Feuchtwangen 1990.